# Aldo Pagotto
Aldo Di Cillo Pagotto (Santa Bárbara d'Oeste, 16 de septiembre de 1949 - Fortaleza, 14 de abril de 2020) fue prelado brasileño de la Iglesia Católica. Religioso de la Congregación del Santísimo Sacramento, ascendió al episcopado en 1997 cuando fue elegido como obispo coadjutor de la Diócesis de Sobral, en Ceará. Al año siguiente, tuvo éxito como miembro ordinario de la misma diócesis, que gobernó hasta mayo de 2004, cuando fue transferido a la Arquidiócesis de Paraíba. Pagotto fue considerado como uno de los principales nombres del llamado "ala conservadora" de la Iglesia Católica en Brasil. Sin embargo, en el transcurso de su episcopado, enfrentó varias acusaciones de homicidios religiosos acusados de delitos sexuales y de cometerlos él mismo. Tales acusaciones lo llevaron a renunciar al gobierno de la Arquidiócesis de Paraíba en julio de 2016.

## Formación
Nació en Santa Bárbara D'Oeste, en el interior de São Paulo, hijo de Rosa di Cillo y Ângelo Pagotto, ambos hijos de inmigrantes italianos. Era primo del cardenal de São Paulo, Agnelo Rossi.
Tomó cursos de primaria y secundaria en Liceu Pasteur, en Vila Mariana, y en las escuelas Bandeirantes y Basílio Machado. Estudió filosofía y teología en el Seminario Diocesano de Nossa Senhora do Rosário Caratinga (Minas Gerais) y en el Seminario S. Pio X de los Padres del Sacramento, Caratinga. En la Universidad Gregoriana estudió de 1988 a 1991, donde se graduó en Filosofía y se especializó en teología dogmática.

## Presbiterio
Fue ordenado diácono el 7 de septiembre de 1977. Recibió el orden sacerdotal de manos de José Eugênio Corrêa, en Caratinga, el 7 de diciembre del mismo año, al día siguiente emitió votos perpetuos en la Congregación del Santísimo Sacramento.
Fue administrador de la parroquia de Caputira (Minas Gerais) y profesor de Teología Fundamental en el Seminario Diocesano de Caratinga (1978-1979). Transferido a Belo Horizonte en 1981, fue vicario parroquial en la Catedral de Belo Horizonte y asesor del Ministerio de la Juventud en la Arquidiócesis de Belo Horizonte hasta 1983. En São Paulo, fue vicario parroquial en Santa Ifigênia y fue co-entrenador de los filósofos de la Congregación entre 1983 y 1984. En 1985 se mudó a Fortaleza, donde se desempeñó como vicario parroquial en São Benedito y fue vicario episcopal de la Región Metropolitana de Fortaleza (1992-1996). Enseñó Teología Fundamental en el Instituto Teológico Pastoral do Ceará entre 1985 y 1988, y entre 1991 y 1995. Entre 1995 y 1997 fue viceprovincial de su congregación. En 1997 fue vicario general en la Arquidiócesis de Olinda y Recife.

## Episcopado
Fue ordenado obispo el 31 de octubre de 1997, por el arzobispo Claudio Hummes, entonces Arzobispo de Fortaleza. 

## Casos de pedofilia y violaciones.
En abril  de 2002, los fiscales de Ceará acusan a Aldo Pagotto de coaccionar a los adolescentes a cambio de testimonio sobre el abuso sexual en el caso de Fray Luis de Sebastian Thomas - nombradas como presunto autor de abusos sexuales contra 21 niñas de Santana do Acaraú, en el interior de Ceará. Nueve de las presuntas víctimas pasaron por exámenes en el Instituto Médico Legal. La policía reveló que uno de ellos había sido violado y dos tenían relaciones sexuales con el fraile. 
En junio de 2016, el Papa Francisco aceptó su renuncia. Según la prensa italiana, se sospecha que el religioso italiano-brasileño de 66 años de edad había alojado a sacerdotes y seminaristas en su diócesis acusados de abusar sexualmente de menores y expulsados por otros obispos. 
Después de que la investigación del Vaticano comenzó en 2015, Pagotto estaba decidido a no ordenar sacerdotes ni recibir nuevos seminaristas. 
En 2002, fue acusado de obligar a los adolescentes a cambiar sus declaraciones para proteger a un fraile acusado de violación. 
Con la renuncia, el cargo de arzobispo quedó vacante hasta que se nombró un reemplazo. Mientras tanto, Genival Saraiva de França, obispo emérito de Palmarés (PE), asumió provisionalmente el gobierno de la arquidiócesis. El 8 de marzo de 2017, Manoel Delson Pedreira da Cruz, obispo de la Diócesis de Campina Grande, fue elegido para suceder la sede vacante de Paraíba. 
En noviembre de 2018 la Iglesia Católica Paraíba fue condenado a pagar 12 millones de reales debido a la condena por la explotación sexual durante el mandato de Aldo. El proceso pasó por el Tribunal Laboral. 

## Muerte
Aldo había estado lidiando con el cáncer desde 2017. La primera manifestación de la enfermedad ocurrió en la próstata. Luego en el intestino grueso y, finalmente, en el hígado y el pulmón. Ya ingresó en el Hospital da Unimed, en el barrio de São João do Tauape, en Fortaleza, cuando, el 13 de abril de 2020, con insuficiencia respiratoria grave, fue trasladado de su cama a la unidad de cuidados intensivos (UCI) de ese hospital. Se sospechaba que estaba infectado con COVID-19 y se le hizo una prueba. Al día siguiente, sufrió un derrame cerebral y murió por la tarde, a las 3:40 p. m..
Luego se colocó el cuerpo del religioso en la cámara fría hasta que se confirmara o no la sospecha de infección con el nuevo coronavirus. El resultado de la prueba salió al día siguiente y fue positivo para COVID-19. El cuerpo fue enterrado en la tarde del 15, en la cripta de la Iglesia de São Benedito, en el centro de Fortaleza, en un ataúd sellado y la ceremonia del funeral se llevó a cabo sin la presencia de los fieles.